# Sarah Vaillancourt
Sarah Vaillancourt, född 8 juni 1985, Sherbrooke i Québec, Kanada, är en kanadensisk ishockeyspelare. År 2008 tilldelades hon utmärkelsen Patty Kazmaier Memorial Award för bästa kvinnliga collegespelare i ishockey i USA.